# Die Kinder vom Berghof
Die Kinder vom Berghof (japanisch アルプス物語　わたしのアンネット, Arupusu Monogatari: Watashi no Annette) ist eine 48-teilige japanische Anime-Serie aus dem Jahr 1983 von Junichi Sato, produziert von Nippon Animation. Als Vorlage für die Anime-Serie diente das Kinderbuch Spuren im Schnee der Autorin Patricia St. John.

## Handlung
Das siebenjährige Mädchen Annette Barnielle lebt mit ihren Eltern in einem Haus in den Bergen der französischsprachigen Schweiz, in Rossinière. An Heiligabend 1900 stirbt Annettes Mutter bei der Geburt ihres zweiten Kindes, eines Sohnes. Da ihr Vater viel arbeiten muss, erzieht Annette ihren Bruder Dany mithilfe ihrer Tante Martha. Im Frühjahr 1906 kommt es nach einem Streit zwischen Annette und ihrem besten Freund Lucien zu einem Unglück: Als Lucien und Dany in der Nähe einer Schlucht aufeinandertreffen und wegen einer Einladung zu Annettes Geburtstag zu streiten beginnen, lässt Lucien Danys Hermelin Klaus unabsichtlich in die Tiefe fallen, als er von diesem in die Hand gebissen wird, und Dany stürzt bei einem Rettungsversuch hinterher. Mit der Nachricht von Danys vermeintlichem Tod kehrt der bestürzte Lucien in das Dorf zurück, wo er gemeinsam mit seiner Mutter Annette und ihren Vater aufsucht, um sie an die Unfallstelle zu führen. Dany überlebt zwar, trägt aber einen schweren Beinbruch davon. Der Arzt diagnostiziert, dass der Junge wahrscheinlich nie wieder ohne Krücken gehen können wird. Daraufhin kündigt Annette Lucien die Freundschaft.
Da ihn sein schlechtes Gewissen plagt, möchte Lucien Dany ein besonderes Geschenk machen und schnitzt ihm eine Arche Noah samt Tieren, welche jedoch von Annette an der Türe abgefangen und auf einen liegenden Brennholzstapel geworfen wird. Dany hat Lucien derweil längst verziehen – besonders, nachdem er über die Herkunft der Arche aufgeklärt wurde. Doch seine Schwester will jeglichen Kontakt zwischen den beiden verhindern und zerstört sogar ein von Lucien geschnitztes Pferd, damit er nicht am Handarbeitwettbewerb in der Schule teilnehmen kann. Daraufhin zieht sich Lucien immer mehr zurück und verbringt viel Zeit bei einem alten Einsiedler, mit dem er die Liebe zum Schnitzen teilt. Erst als Lucien Annette das Leben rettet, können sich beide Kinder wieder annähern und schließlich ihre Freundschaft retten.
Um seine Schuld wieder gutzumachen, riskiert Lucien im Schneesturm sein Leben auf dem Weg über einen Bergkamm nach Montreux, wo ein berühmter Arzt in jenem Hotel abgestiegen ist, in dem auch seine Schwester Marie arbeitet. Als Dr. Givette in das kleine Dorf zur Familie Barnielle kommt und sich Danys Bein ansieht, verspricht er wegen Luciens Einsatz eine kostenlose Operation. Zudem trifft der Arzt in dem alten Einsiedler seinen verschollen geglaubten Vater wieder, der wegen eines Raubes lange Zeit im Gefängnis saß und jahrelang keinen Kontakt zu seinem Sohn gesucht hatte, um ihm einen Skandal zu ersparen. Dany kommt kurz darauf in eine Klinik in Lausanne, während Annette, die ihren kleinen Bruder in die große Stadt begleitet, in dem Haus des Arztes wohnen darf. Danys Bein wird schließlich im Operationssaal nochmals gebrochen und verheilt anschließend problemlos. Dankbar und glücklich kehren die Geschwister zu ihrer Familie und ihren Freunden nach Rossinière zurück.

## Produktion
Die Serie wurde 1983 unter der Regie von Kōzō Kusuha von Nippon Animation produziert. Das Charakterdesign stammt von Issei Takamatsu und Kazuo Takematsu und die Hintergründe gestaltete Taizaburō Abe. Die Musik wurde von Ryōhei Hirose komponiert. Das japanische Vorspannlied ist Annette no Aoi Sora (アンネットの青い空), für den Abspann verwendete man Edelweiss no Shiroi Hana (エーデルワイスの白い花). Beide Titel stammen von Keiko Han (潘恵子).

## Veröffentlichung
Die Serie wurde erstmals zwischen dem 9. Januar und 4. Dezember 1983 durch Fuji TV in Japan ausgestrahlt. Es folgten Übersetzungen unter anderem ins Französische, Spanische, Polnische und Italienische. Die deutsche Fassung wurde vom 26. Mai bis zum 2. August 1994 durch RTL II erstausgestrahlt. Es folgten Wiederholungen auf ORF eins und Tele 5.
Am 21. September und 9. November 2015 erschien durch KSM Anime die Serie auf zwei DVD-Boxen mit jeweils 24 Folgen, wobei lediglich die deutsche Synchronisation enthalten ist. Als Extras sind verschiedene Anime-Trailer, zwei Bildergalerien sowie auf der zweiten Box Zeichnungen der Figuren, Requisiten und Settings enthalten.
Am 22. Mai 2019 erschien über den Partnershop von KSM, Anime Planet, eine Gesamtbox der Serie, die alle 48 Episoden enthält.

## Figuren und Synchronisation
Sortiert nach der Reihenfolge des Auftretens. Die hier unberücksichtigt bleibende Erzählerin wird im Original von Yukiko Riba und in der deutschen Fassung von Alexandra Ludwig gesprochen.

### Durchgängige Hauptfiguren
| Japanische Synchronsprecher | Deutsche Synchronsprecher | Figur (jp./dt.)                              | Folgen        |
| --------------------------- | ------------------------- | -------------------------------------------- | ------------- |
| –                           | –                         | Hund Pepe                                    | 1–48          |
| Eiko Masuyama               |                           | Francine Burnier/Francine Barnielle †        | 1–3, 7, 43–44 |
| Keiko Han                   | Maren Rainer              | Annette Burnier/Annette Barnielle            | 1–48          |
| Osamu Kobayashi             | Thomas Rauscher           | Pierre Burnier/Pierre Barnielle              | 1–48          |
| Eiko Yamada Eiko Hisamura   |                           | Lucien Mourelle                              | 1–48          |
| Tomie Kataoka               | Maria Boehme              | Elisabeth Mourelle                           | 1–48          |
| Kazuyo Aoki                 |                           | Jean                                         | 1–48          |
|                             |                           | Michael                                      | 1–48          |
|                             |                           | Anton                                        | 1–48          |
| Kan Tokumaru                | Fritz von Hardenberg      | M. Nicolas                                   | 1–38, 48      |
| Seiko Nakano                | Shandra Schadt            | Marianne                                     | 1–48          |
| Harumi Iizuka               |                           | Christine                                    | 1–48          |
|                             |                           | Streber 1                                    | 1–38, 48      |
| Rihoko Yoshida              | Michele Sterr             | Maria Barreaux/Marie Barreaux, geb. Mourelle | 1–48          |
| Miyuki Muroi Sanae Miyuki   | Nicola Grupe              | Daniel „Dany“ Barnielle                      | 3–48          |
|                             | Margit Weinert            | Martha Claude                                | 5–48          |
|                             |                           | Enrico Fanelli                               | 7–34, 46–47   |
| –                           | –                         | Hermelin Klaus                               | 11–48         |
|                             | Ulf Soehmisch             | M. Givette („Alter Mann“)                    | 12–48         |
|                             |                           | Dr. Givette 2                                | 40–47         |
|                             |                           | Marc Givette                                 | 43–47         |
|                             |                           | Elena Givette                                | 43–47         |
|                             | Sabine Bohlmann           | Elisabeth Givette                            | 43–47         |

### Kleinere Nebenfiguren
| Japanische Synchronsprecher | Deutsche Synchronsprecher | Figur                  | Folgen                 |
| --------------------------- | ------------------------- | ---------------------- | ---------------------- |
|                             |                           | M. Fernandel           | 1–8, 23–27, 38, 48     |
|                             |                           | Kutscher Gabriel Haid  | 1, 5, 8                |
|                             | Norbert Gastell           | Bürgermeister Schleitz | 2, 8–9, 29, 38, 48     |
| Mahito Tsujimura            |                           | Dr. Johann             | 3–4, 15, 28            |
| Yūji Fujishiro              | Norbert Gastell           | Pfarrer                | 3–4, 11, 35, 48        |
|                             | Norbert Gastell           | Bahnhofsvorsteher      | 9–12, 21–23, 34, 41–48 |
|                             |                           | Schaffner              | 9–10                   |
|                             |                           | ältere Frau im Zug     | 9–10                   |
|                             |                           | Doktor 3               | 16–20                  |
|                             |                           | M. Velner              | 43–47                  |
|                             |                           | Kutscher Artur         | 43–47                  |
|                             |                           | Haushälterin Susann    | 43–47                  |
|                             |                           | Oberschwester Pauli    | 44–47                  |
|                             |                           | César Barreaux         | 48                     |

### Literarische Figuren
Lediglich in gedanklichen Vorstellungen ohne Stimmenauftritte zu sehen.
| Japanische Synchronsprecher | Deutsche Synchronsprecher | Figur            | Folge |
| --------------------------- | ------------------------- | ---------------- | ----- |
| –                           | –                         | Noah             | 22    |
| –                           | –                         | Jesus Christus 4 | 35    |
| –                           | –                         | Wilhelm Tell 5   | 39    |

## Episodenübersicht
Die Schreibung der Episodentitel orientiert sich an der Orthografie der zu Beginn der Folgen eingeblendeten Schriftzüge.
| Folge | Titel                         | Japanische Erstausstrahlung | Deutsche Erstausstrahlung |
| ----- | ----------------------------- | --------------------------- | ------------------------- |
| 1     | Die Unzertrennlichen          | 9. Januar 1983              | 26. Mai 1994              |
| 2     | Das Schlittenrennen           | 16. Januar 1983             | 27. Mai 1994              |
| 3     | Ein Brüderchen für Annette    | 23. Januar 1983             | 30. Mai 1994              |
| 4     | Tapfere Annette               | 30. Januar 1983             | 31. Mai 1994              |
| 5     | Das neue Familienmitglied     | 6. Februar 1983             | 1. Juni 1994              |
| 6     | Die Rettungsaktion            | 13. Februar 1983            | 3. Juni 1994              |
| 7     | Der neue Schüler              | 20. Februar 1983            | 6. Juni 1994              |
| 8     | Ein neuer Freund              | 27. Februar 1983            | 7. Juni 1994              |
| 9     | Annette in Nöten              | 6. März 1983                | 8. Juni 1994              |
| 10    | Auf der Flucht                | 13. März 1983               | 9. Juni 1994              |
| 11    | Die Weihnachtsüberraschung    | 20. März 1983               | 10. Juni 1994             |
| 12    | Hilfe im letzten Augenblick   | 27. März 1983               | 13. Juni 1994             |
| 13    | Der Wunderspiegel             | 3. April 1983               | 14. Juni 1994             |
| 14    | Ein verhängnisvoller Streit   | 10. April 1983              | 15. Juni 1994             |
| 15    | Glück im Unglück              | 17. April 1983              | 16. Juni 1994             |
| 16    | Dany muß ins Krankenhaus      | 24. April 1983              | 17. Juni 1994             |
| 17    | Alle gegen Lucien             | 1. Mai 1983                 | 20. Juni 1994             |
| 18    | Das Treffen am See            | 8. Mai 1983                 | 21. Juni 1994             |
| 19    | Ein neuer Freund              | 15. Mai 1983                | 22. Juni 1994             |
| 20    | Der Versöhnungsversuch        | 22. Mai 1983                | 23. Juni 1994             |
| 21    | Schuldgefühle                 | 29. Mai 1983                | 24. Juni 1994             |
| 22    | Die Arche Noah                | 5. Juni 1983                | 27. Juni 1994             |
| 23    | Ein Hoffnungsschimmer         | 12. Juni 1983               | 28. Juni 1994             |
| 24    | Verirrt im Wald               | 19. Juni 1983               | 29. Juni 1994             |
| 25    | Endlich Sommerferien          | 26. Juni 1983               | 30. Juni 1994             |
| 26    | Das Picknick                  | 3. Juli 1983                | 1. Juli 1994              |
| 27    | Nebel in den Bergen           | 10. Juli 1983               | 4. Juli 1994              |
| 28    | Ein Wettbewerb                | 17. Juli 1983               | 5. Juli 1994              |
| 29    | Wer bekommt den Preis?        | 24. Juli 1983               | 6. Juli 1994              |
| 30    | Alpträume                     | 31. Juli 1983               | 7. Juli 1994              |
| 31    | Der Bergpaß                   | 7. August 1983              | 8. Juli 1994              |
| 32    | Unheimliches im Wald          | 14. August 1983             | 11. Juli 1994             |
| 33    | Einsicht kommt nie zu spät    | 21. August 1983             | 12. Juli 1994             |
| 34    | Ein Abschiedsgeschenk         | 28. August 1983             | 13. Juli 1994             |
| 35    | Hilfe in letzter Sekunde      | 4. September 1983           | 14. Juli 1994             |
| 36    | Späte Einsicht                | 11. September 1983          | 15. Juli 1994             |
| 37    | Endlich wieder Freunde        | 18. September 1983          | 18. Juli 1994             |
| 38    | Die Mutprobe                  | 25. September 1983          | 19. Juli 1994             |
| 39    | Eine gefährliche Idee         | 2. Oktober 1983             | 20. Juli 1994             |
| 40    | Halte durch Lucien            | 9. Oktober 1983             | 21. Juli 1994             |
| 41    | Dank ist der schönste Lohn    | 16. Oktober 1983            | 22. Juli 1994             |
| 42    | Das Wiedersehen               | 23. Oktober 1983            | 25. Juli 1994             |
| 43    | Zu Gast bei Fremden           | 30. Oktober 1983            | 26. Juli 1994             |
| 44    | Auf sich allein gestellt      | 6. November 1983            | 27. Juli 1994             |
| 45    | Hoffen und Bangen             | 13. November 1983           | 28. Juli 1994             |
| 46    | Eine neue Freundin            | 20. November 1983           | 29. Juli 1994             |
| 47    | Rückkehr nach Rossiniere      | 27. November 1983           | 1. August 1994            |
| 48    | Freundschaft kann ewig halten | 4. Dezember 1983            | 2. August 1994            |